# Väike Viirelaid
Väike Viirelaid ist eine unbewohnte Insel, 40 Meter von der größten estnischen Insel Saaremaa entfernt. Die Insel liegt in der Landgemeinde Saaremaa im Kreis Saare. Sie liegt in der Bucht Saastna laht im Kahtla-Kübassaare hoiuala.
Väike Viirelaid ist 420 Meter lang und 250 Meter breit.